# Bárbara Briceño
Bárbara Briceño Rabanal (14 de maig de 1996, Lima) és una jugadora de voleibol del Perú. Ha estat internacional amb la Selecció femenina de voleibol del Perú, amb la qual ha disputat el Grand Prix de Voleibol de 2014 i de 2015.